# Slovlit
Slovlit je diskusijski forum, ki neformalno združuje zainteresirane literarne zgodovinarje in jezikoslovce vseh mogočih filoloških usmeritev, zlasti pa sloveniste, doma in po svetu. Omogoča sprotno izmenjavo mnenj o aktualnih strokovnih vprašanjih literarne vede, jezikoslovja, slovenistike, humanistike (zlasti njene digitalne veje) in akademskega izobraževanja in je tudi forum Slavističnega društva Slovenije. Forum brez inštitucionalnega zaledja in finančne podpore gostuje na poštnem strežniku Inštituta Jožef Stefan.

## Zgodovina
Leta 1995 so začele v elektronski obliki tedensko izhajati Novice Oddelka za slovanske jezike in književnosti. Idejni vodja in urednik Novic, Miran Hladnik, profesor na Oddelku za slovenistiko na Filozofski fakulteti v Ljubljani, je nato osnoval Slovlit. Začetki segajo v september 1999. Febuarja naslednje leto se je diskusija preselila na danes obstoječi strežnik.

## Organiziranost
Zainteresirani se lahko naročijo na Slovlit sporočila, ki jih nato prejemajo na svoj elektronski poštni naslov. Diskusija je moderirana, kar pomeni, da gre vsako sporočilo, ki ga kdo nameni uporabnikom skupine, prej v uredniško presojo. 
Na Slovlit je bilo v maju 2011 naročenih 1388 članov, od tega jih je 412 prejemalo izvleček novic na elektronski naslov. Julija 2015 je bilo naročenih 1597 članov, od tega jih je izvleček prejemalo 547. Decembra 2023 je bilo naročnikov 1671, v tem letu so prejeli 957 sporočil v skupnem obsegu 150.000 besed.
V začetku delovanja so naročniki na svoj elektronski naslov prejemali približno štiri sporočila na teden. V naslednjih letih se je ta številka spreminjala. Leta 2005 so tako naslovniki prejeli skoraj deset sporočil na teden, leta 2010 pa približno osem, vendar z večjo količino informacij: 
Med aktivnejše slovlitovce, ki spodbujajo diskusijo med naslovniki, v zadnjih letih sodijo moderatorji Miran Hladnik, Jaka Železnikar, Igor Kramberger, Aleksander Bjelčevič, Matjaž Zaplotnik in Vladka Tucovič. 

## Sorodni tuji forumi
- Humanist discussion group (v angleščini)